# Woman's Love
「Woman's Love」（ウーマンズ・ラヴ）は、高橋洋子の5枚目のシングル。1992年9月23日にキティレコードから発売された。

## 概要
- キティレコードから発売の4枚目のシングル。
- 表題曲は1992年に公開された映画『天国の大罪』の主題歌である[1]。1992年10月16日に放送された『ミュージックステーション』に出演し、本楽曲を歌った[2]。
- 映画で使われたものは、CDに収録されたものと歌詞が若干異なっている。
- カップリングの「Something in the Air」は、1993年5月7日にフジテレビの金曜エンタテイメント枠で放送された単発テレビドラマ『結婚式』の主題歌として使用された[3][4]。
- 収録曲の作編曲を担当しているPAROMEとは、Vinkと高橋洋子からなるユニット名である[5]。

## 収録曲
（全作曲・編曲：PAROME）
1. Woman's Love [4:43]
作詞：松井五郎
  - 映画『天国の大罪』主題歌
2. Something in the Air [5:34]
作詞：高橋洋子
  - フジテレビ系単発テレビドラマ『結婚式』主題歌
3. Woman's Love (オリジナル・カラオケ) [4:39]

## 参加ミュージシャン
- ギター：矢吹俊郎[5]
- ドラム：江口信夫[5]
- キーボード：大平勉[5]
- シンセサイザー：飯田高広[5]
- ピアノ：本間昭光（#2のみ）[5]
- コーラス：高橋洋子（#2のみ）[5]

## 収録アルバム
| 曲名                 | 収録アルバム                                  | 発売日         | 規格品番  | トラック番号 |
| -------------------- | --------------------------------------------- | -------------- | --------- | ------------ |
| Woman's Love         | 『ピチカート』                                | 1992年10月21日 | KTCR-1190 | #10          |
| Woman's Love         | 『エッセンシャル・ベスト 高橋洋子』           | 2007年12月19日 | UPCY-9143 | #3           |
| Something in the Air | 『ピチカート』                                | 1992年10月21日 | KTCR-1190 | #3           |
| Something in the Air | 『BEST PIECES』                               | 1996年1月25日  | KTCR-1359 | #7           |
| Something in the Air | 『空を見上げて』                              | 1996年10月2日  | KTCR-1392 | #6           |
| Something in the Air | 『Windy Kiss 〜SWEET BOSSA NOVA SELECTION〜』 | 1997年7月25日  | TACX-2519 | #6           |
| Something in the Air | 『スーパー・バリュー 高橋洋子』               | 2001年12月19日 | UMCK-8005 | #10          |
| Something in the Air | 『GOLDEN☆BEST 高橋洋子』                      | 2004年2月25日  | UICZ-6055 | #13          |
| Something in the Air | 『高橋洋子 ベスト10』                         | 2007年1月17日  | UPCY-9080 | #3           |
| Something in the Air | 『エッセンシャル・ベスト 高橋洋子』           | 2007年12月19日 | UPCY-9143 | #4           |
| Something in the Air | 『高橋洋子 ベストセレクション』               | 2008年11月7日  | TRUE-1004 | #8           |